# Hiroki Sakai
Hiroki Sakai (Kashiwa, 12. travnja 1990.) japanski je nogometaš. Trenutačno igra za novozelandski klub Auckland.

## Vanjske poveznice
- National Football Teams